# マルスラン・ブール

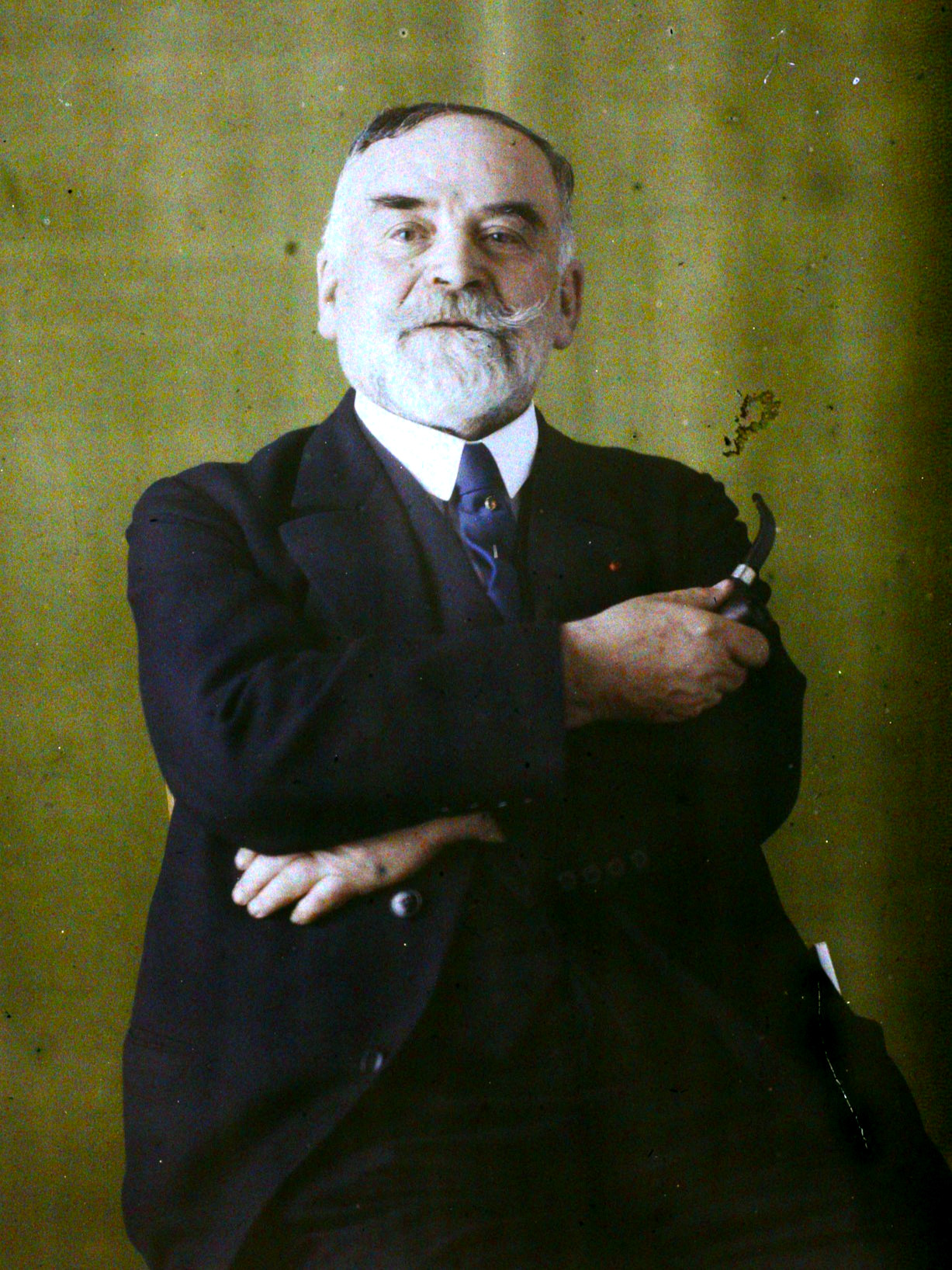
マルスラン・ブール

マルスラン・ブール（Marcellin Boule、1861年1月1日 — 1942年7月4日）は、フランスの古生物学者である。ネアンデルタール人の研究で知られる。

## 人物
カンタル県のMontsalvyに生まれた。コレージュ・ド・フランスや国立自然史博物館で働いた。フランス古人類学研究所(Institut de paléontologie humaine)の設立に努め、所長を務めた。1908年と1913年にネアンデルタール人についての研究を発表し、ネアンデルタール人に二足歩行能力がないことを主張した。捏造された化石人類のピルトダウン人に疑問を表明した1人で、1915年には下顎骨は古代人のものでなく、類人猿のものであることを認識していた。
1922年にトーマス・ハックスリー記念賞、1933年にウォラストン・メダルを受賞した。